# Borowno-Gajówka
Borowno-Gajówka – osada leśna w Polsce położona w województwie śląskim, w powiecie częstochowskim, w gminie Mykanów.